# Gema del Río
Maria Solé i Cuñat, amb el nom artístic de Gema del Río (1913 - juliol 1996) va ser una vedet i actriu catalana molt coneguda a les dècades dels anys 40 i 50 del segle xx. Va fer revista a gairebé tots els teatres del Paral·lel.

## Trajectòria professional
Revista musical
- 1943. La rana verde. Teatre Espanyol de Barcelona.
- 1943. 2 millones para 2. Teatre Espanyol de Barcelona.
- 1943. Felices Pascuas. Teatre Olympia de Barcelona.
- 1944. Bellezas de Hollywood. Teatre Olympia de Barcelona.
- 1945. Bajo un cielo mejicano. Teatre Nou de Barcelona.
- 1947. ¡Taxi...al Cómico!. Teatre Còmic de Barcelona.
- 1947. Gran Cliper. Teatre Còmic de Barcelona.
- 1949. Las ocho mujeres de Adán. Teatre Talia de Barcelona.
- 1949. Tres maridos en globo. Teatre Talia de Barcelona.
- 1950. Las modelos de M. Dupont. Teatre Còmic de Barcelona.
- 1950. Al Paralelo...60. Teatre Arnau de Barcelona.
- 1951. Medio siglo de canciones. Teatre Barcelona de Barcelona.
- 1952. Las ambiciosas. Teatre Borràs de Barcelona.
- 1953. La cuarta dimensión. Teatre Romea de Barcelona.
- 1953. ¡Paso al Zorro!. Teatre Còmic de Barcelona.
- 1954. Carrusel de fantasías. Teatre Romea de Barcelona.
- 1954. Desfile de estrellas. Teatre Romea de Barcelona.

Vodevil
- 1966. Nannette m'ha dit que sí. Teatre Poliorama de Barcelona.
- 1966. El senyor Bernat i la Llucieta. Teatre Barcelona de Barcelona.
- 1974. Quina nit!.

## Cinema
- 1945. Ángela es así.[1] Director: Ramon Quadreny.
- 1946. Un ladrón de guante blanco.[1] Director: Ricard Gascón.
- 1946. Leyenda de feria.[1] Director: Juan de Orduña.
- 1955. El Ceniciento.[1] Director: Joan Lladó.